# René Lemoine
René Alphonse Lemoine (* 29. Dezember 1905 in Nancy; † 19. Dezember 1995 in Paris) war ein französischer Fechter.

## Leben
René Lemoine wurde 1931 in Wien Weltmeister mit dem Florett und gewann diesen Titel außerdem 1934 in Warschau mit der Degen-Mannschaft sowie 1937 in Paris mit der Florett-Mannschaft. Mit letzterer gewann er zwischen 1930 und 1935 weitere drei Silbermedaillen. Er nahm an zwei Olympischen Spielen teil: 1932 in Los Angeles zog er mit der Florett-Mannschaft in die Finalrunde ein. Dort kam es zum Stechen gegen Italien und die Vereinigten Staaten, in dem sich Frankreich jeweils durchsetzte. Gemeinsam mit René Bougnol, Philippe Cattiau, Édward Gardère, René Bondoux und Jean Piot wurde er somit Olympiasieger. Die Olympischen Spiele 1936 in Berlin beendete er mit der Mannschaft auf dem Silberrang, nachdem sich die französische Equipe in der Finalrunde dieses Mal gegen Italien geschlagen geben musste. In der Einzelkonkurrenz schied er in der Halbfinalrunde aus.
Lemoine, Sohn eines Managers bei Peugeot, studierte Mathematik und Rechtswissenschaften. Nach einem Studienaufenthalt im Tschad wurde er Kaffeefarmer in Äquatorialguinea und betätigte sich im Exportgeschäft für Kolonialwaren. Während des Zweiten Weltkrieges wurde Lemoine zum Anführer der Résistance in Bangui in der Zentralafrikanischen Republik, von wo aus er die Forces françaises libres unterstützte. 1940 wurde er vom Vichy-Regime gefangen genommen und nach eineinhalb Monaten wieder freigelassen. Im Anschluss kämpfte er in Madagaskar und Nordafrika. Lemoine wurde zum Offizier der Ehrenlegion ernannt und erhielt für seine Verdienste außerdem das Croix de guerre. Nach dem Krieg handelte er wieder mit Agrarprodukten.